# Казімеж Твардовський
Казимир Єжи Адольф Твардовський  (пол. Kazimierz Jerzy Adolf Twardowski, Ritter von Ogonczyk, 20 жовтня 1866, Відень, Австрія — 11 лютого 1938, Львів, Польща) — польський філософ, логік, психолог і педагог, творець Львівсько-варшавської філософської школи. Двоюрідний брат римо-католицького архиєпископа Болеслава Твардовського.

## Життєпис
Казимир Твардовський народився у Відні в польській родині шляхетського походження. Середню освіту здобув у віденській гімназії Терезіанум, а вищу освіту у Віденському університеті. Його викладачем був австрійський філософ і психолог Франц Брентано, який справив значний вплив на формування наукових поглядів молодого вченого. У 1891 році Твардовський захистив докторську працю з філософії під назвою Про зміст і предмет уявлень. Упродовж 1892-1895 років він працював у математичному кабінеті закладу страхування Першого загального товариства службовців і в цей же час почав працювати у Віденському університеті — спочатку асистентом, а з 1894 року приват-доцентом Інституту експериментальної психології.
Починаючи з 1895 і до 1930 року викладає на філософському факультеті Львівського університету — на посаді спершу надзвичайного, а з 1898 року уже звичайного професора. За час роботи в університеті викладав теорію пізнання, онтологію, етику, естетику, логіку, історію філософії, психологію, педагогіку.
У 1897 році створив і очолив філософський семінарій для студентів університету. Упродовж 1907-1920 років керував Психологічною лабораторією, у 1920-1930 роках був директором Психологічного інституту. що діяли у структурі університету. Після раптової смерті у 1921 році керівника Педагогічного семінарію Болеслава Маньковського керував цим підрозділом філософського факультету до 1930 року. При виході на спочинок у 1930 році отримав титул Почесного професора Львівського університету.
Казимир Твардовський кількаразово обирався деканом філософського факультету (1900/01, 1904/05) і тричі був обраний Ректором університету (1914/15, 1915/16, 1916/17).
У 1919-1930 роках керував Екзаменаційною Комісією для кандидатів на посади вчителів вищих шкіл. За час наукової і викладацької діяльності був членом редколегій видань Przegląd filozoficzny (Філософський огляд), Wiedza i życie (Знання і життя), а також незмінним редактором усіх видань Польського Філософського Товариства, видання Товариства вчителів вищих шкіл Muzeum (Музей), щомісячника Ruch filozoficzny (Філософський рух).

## Нагороди
У 1916 році був обраний почесним членом Товариства вчителів вищих шкіл. Був нагороджений командорським хрестом ордена Франца Йосифа (1917), а також орденами Відродження Польщі (1929) та Komandoria Polonia Restituta (1930). Обирався Почесним доктором Варшавського і Познанського університетів, Почесним членом Познанського Наукового Товариства і Наукової Каси ім. Мяновського, дійсним членом Польської Академії Мистецтв і Наукового Товариства у Львові, почесним членом Філософського товариства у Львові і його довічним головою.
Мав своїх учнів і послідовників у всіх вишах Польщі. Вважався одним із найвидатніших педагогів свого часу.
Помер 11 лютого 1938 року у Львові Похований на Личаківському цвинтарі, поле № 27..

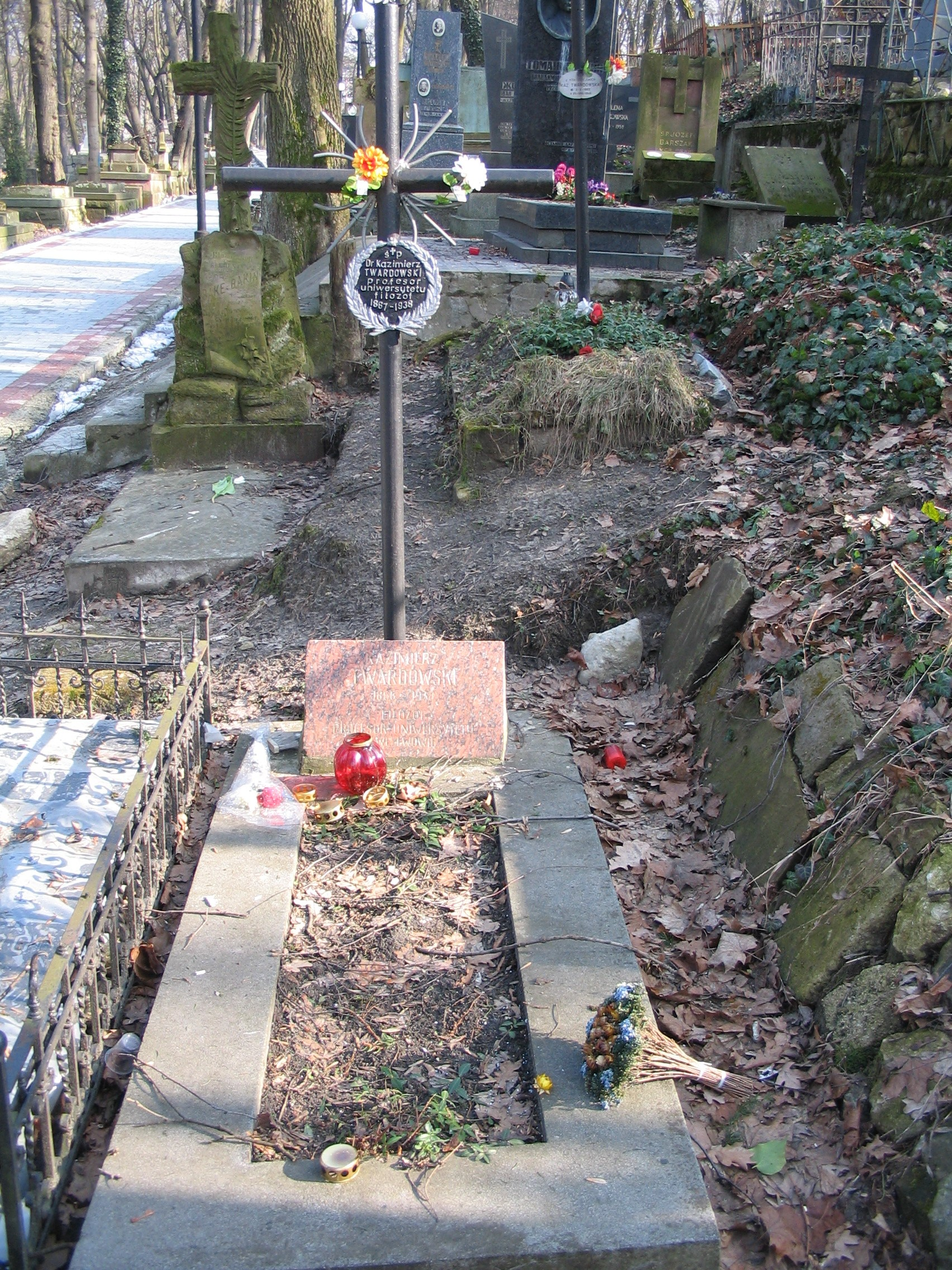
Надгробок Казимира Твардовського на Личаківському цвинтарі (фото 2007 р.

## Наукові погляди
Наукові зацікавлення Казимира Твардовського розвивалися у сфері методології наукових досліджень, визначення філософських наук та експериментальної психології, а також теорії поділу наук на апріорні та емпіричні. Він не був кабінетним вченим, а часто відвідував знану львівську Шотланську (Шкоцьку) кав'ярню, де полюбляла збиратися академічна еліта — здебільшого філософи і математики.
Твардовський ввів у філософський дискурс теорію про судження в психологічному сенсі. Його цікавила сутність суджень про вчинки та їхній зв'язок з іншими психічними явищами. Згідно з Францом Гіллебрандом він виділив дві позиції: ало- та ідіогенетична теорія суджень. Алогенетичні теорії (включаючи Мойсея Мендельсона та Іммануїла Канта) вважали судження певною системою або комбінацією декількох (принаймні двох) уявлень. Однак ідіогенетичні теорії (включаючи Франца Брентано) заявляли, що також можливі судження, які є не поєднанням уявлень, а простим твердженням про існування (або неіснування) чинного стану справ. Твардовський був прихильником останньої концепції, намагаючись розробити і вдосконалити філософські тези Брентано.
Також Твардовський приймає від Брентано поділ психічних явищ на уявлення, судження та емоції. Уявлення не входять до складу суджень, але вони їх дозволяють. При цьому, вистачає і одного уявлення, а не два, як у вищевказаній позиції. Третя основна відмінність — це класифікація акту судження як психічного феномену sui generis, тоді як в алогенному становищі такі факти лише синтезуються, аналізуються або поєднуються.
Розвиваючи тези Брентано, Твардовський розрізняє акт, зміст та предмет судження. Акт судження — це заява чи заперечення. Зміст судження — це конкретна реальність (існування чи неіснування). Однак предметом є те, що існування (або неіснування) підтверджується або заперечується. Завдяки такій конструкції судження Твардовський уникає помилки, яку зробив Брентано, не розрізняючи самого об'єкта та його викладу. Отже, об'єкти, що існують у свідомості, трактуються однаково з предметами, що існують у позадуховній реальності, і їх існування реально не може бути заперечене.
Посилаючись на ідіогенні теорії суджень, Твардовський зазначає, що їхня незавершеність була наслідком того, що предметом суджень зазвичай є різні взаємозв'язки. З цієї причини стверджувалося, що судження є явищем, яке складається з декількох уявлень. За його словами, однак, це не вичерпує всіх можливих актів судження. У випадку, коли ми просто заявляємо, що існує дещо (наприклад, «Бог існує»), ми маємо справу лише з одним уявленням («Бог»), яке і є предметом судження. Такі судження мають на меті вказати на те, що ідіогенні теорії є більш точними, тобто вони пояснюють більш широке коло випадків, ніж алогенні теорії.
Хоча внесок Твардовського в теорію суджень був визнаний, його критикували у використанні етимологічно неправильних назв (ідіо- та алогенетичні теорії суджень). В результаті цієї критики встановилася інша форма: ідіогенні та алогенні теорії суджень.